# Thadesi
Thadesi – plemię wymienione przez Geografa Bawarskiego jako posiadające 200 grodów. Z dużym prawdopodobieństwem pod nazwą tą kryje się niezidentyfikowane dotąd plemię wielkopolskie. Jego nazwę próbuje się rekonstruować jako Radoszanie-Radoszyce, a więc lud wywodzący się od Radosza (Radosz to pogrubiona wersja imienia Radomir bądź Radosław). Jeśli przyjąć powyższą hipotezę za słuszną to należałoby lokalizować plemię Thadesi (Radoszan-Radoszyców) nad górną i środkową Obrą i powiązać z grodami: Bruszczewo, Raszewy, Siedlenin, Drzeczkowo, Dobczyn, Godurowo, Konojad, Łęki Wielkie, Łęki Małe.
Thadesi zostali najpewniej podbici i wchłonięci przez państwo Piastów najpóźniej w pierwszej połowie X wieku.